# Шейнин, Семён Альтерович
Семён А́льтерович Ше́йнин (7 января 1908, Держановка, Черниговская губерния — 14 октября 1994, Москва) — советский оператор, фронтовой кинооператор Великой Отечественной войны. Заслуженный деятель искусств РСФСР (1988).

## Биография
Родился 25 декабря 1907 (7 января 1908 года) в селе Держановка (ныне Носовский район, Черниговская область, Украина). С 1931 года работал ассистентом оператора на Московской кинофабрике «Союзкино» (далее — «Союзфильм»). В 1932 году окончил Государственный техникум кинематографии (ныне — ВГИК). С декабря 1933 года по ноябрь 1934 проходил службу в Красной армии, затем — на Московском кинокомбинате (с 1935 года — «Мосфильм»). Работал ассистентом оператора на картине «Петербургская ночь», в 1936 году дебютировал как оператор-постановщик картиной «Зори Парижа».
В октябре 1941 года вместе со студией был эвакуирован в Алма-Атe, где продолжал работу на ЦОКСе. С конца 1942 года в звании инженер-капитан — в киногруппе Воронежского фронта, с марта 1944-го — 1-го Украинского фронта. Получил две контузии (в сентябре 1943-го и июле 1945-го). В августе 1945 года был переброшен в киногруппу Дальневосточного фронта.
С 1948 года — оператор на «Мосфильме», где с 1967 года работал над восстановлением старых фильмов.
Член ВКП(б) c 1940 года, член Союза кинематографистов СССР (Москва) с 1957 года.
Скончался в Москве 14 октября 1994 года. Похоронен на Троекуровском кладбище.

### Семья
Жена — Арша Ованесова (1906—1990), режиссёр-документалист.
Сын — Виктор Шейнин (1938—2014), кинооператор.
Сын — Игорь Шейнин, геолог.

## Фильмография
- 1936 — Зори Парижа (совм. с Л. Косматовым)
- 1938 — Великий счёт
- 1939 — Подкидыш
- 1941 — Приключения Корзинкиной (совм. с М. Капланом)
- 1942 — Боевой киносборник № 12 (совм. с В. Рапопортом)
- 1943 — Битва за нашу Советскую Украину (документальный; совм. с группой операторов)
- 1943 — Вручение гвардейского знамени танковой части генерал-майора А. Ф. Кравченко (совм. с Г. Могилевским)
- 1943 — Союзкиножурнал № 44 (документальный; совм. с группой операторов)
- 1944 — 1-й Украинский фронт. Маршал И. С. Конев (документальный)
- 1944 — Выпуск школы младших лейтенантов (совм. с М. Ошурковым)
- 1944 — Освобождение Украины (документальный; совм. с группой операторов)
- 1944 — По следам отступающего врага (совм. с А. Шафраном)
- 1944 — Похороны военного кинооператора капитана Эльберта А. П.
- 1944 — Трижды Герой Советского Союза А. Покрышкин (совм. с А. Шафраном, К. Кутуб-Заде)
- 1945 — Александр Покрышкин (документальный; совм. с группой операторов)
- 1945 — Берлин (документальный; совм. с группой операторов)[5]
- 1945 — В Верхней Силезии (документальный; совм. с группой операторов)
- 1945 — Город Лигниц (документальный)
- 1945 — Домбровский промышленный район (документальный; совм. с К. Бровиным)
- 1945 — Победа за Вислой (документальный; совм. с группой операторов)
- 1945 — Прибытие в Прагу премьер-министра Чехословакии Фирлингера (совм. с К. Бровиным)
- 1945 — У танкистов Рыбалко (совм. с К. Бровиным)
- 1946 — 1-е Мая 1946 года (цветной вариант; совм. с группой операторов)
- 1946 — Молодость нашей страны (документальный; совм. с В. Доброницким, С. Семёновым, М. Трояновским)
- 1946 — Освобождённая Чехословакия (документальный; совм. с группой операторов)
- 1947 — 1-е Мая 1947 года (черно-белый вариант; совм. с группой операторов)
- 1947 — Слава Москве (документальный; совм. с группой операторов)
- 1947 — По Чусовой (документальный)
- 1950 — Советская Чувашия (документальный)
- 1951 — Крылатое племя (документальный)
- 1952 — Учитель танцев (фильм-спектакль; совм. с Н. Власовым)
- 1953 — Анна Каренина (фильм-спектакль; совм. с Н. Власовым)
- 1953 — Свадьба с приданым (фильм-спектакль; совм. с Н. Власовым)
- 1954 — Аттестат зрелости
- 1956 — Крылья (фильм-спектакль)
- 1959 — Заре навстречу
- 1960 — Северная повесть
- 1964 — Встреча на переправе (короткометражный)
- 1965 — В небе Покрышкин (документальный; совм. с группой операторов)
- 1966 — Выстрел
- 1978 — Великая Отечественная (документальный; на основе военной кинолетописи)

## Награды и звания
- орден Отечественной войны I степени (6 апреля 1985)
- орден Отечественной войны II степени (2 сентября 1944)
- орден Красной Звезды (16 июня 1945)
- Заслуженный деятель искусств РСФСР (1988)[1]